# Jezovská horka
Jezovská horka (400 m) je vrch v okrese Česká Lípa Libereckého kraje. Leží asi 2 km jihovýchodně od Kuřívod na stejnojmenném katastrálním území.

## Název
Vrchol se v minulosti nazýval Jezovská hora. Používání tohoto názvu je doloženo ještě na státní mapě z roku 1968.

## Popis

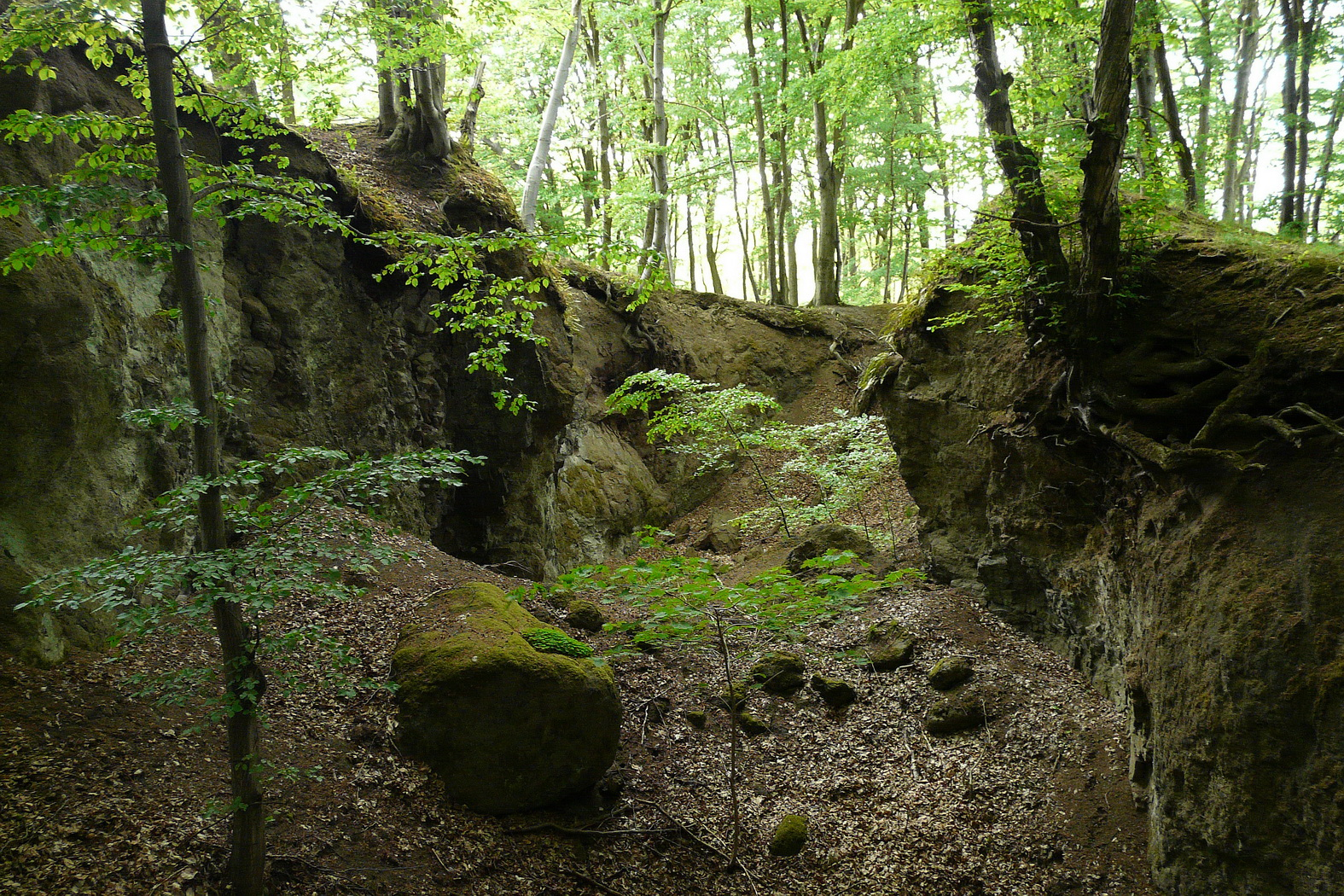
Starý lom čediče na Jezovské horce

Vrchol kopce je narušen soustavou opuštěných kamenolomů. Celý kopec je zalesněn bukovým a dubovým porostem s borovicí. Výhled je možný ze severního svahu na část Českého ráje, z jiného místa jsou omezené výhledy na Ještěd a oboru Židlov. Poblíž vrcholu stojí telekomunikační vysílač. Vrch je součástí bývalého vojenského prostoru Ralsko. Vrch se nazývá podle zaniklé obce Jezová, jejíž pozůstatky leží 1,5 km jihovýchodně.

## Geomorfologické zařazení
Geomorfologicky vrch náleží do celku Jizerská tabule, podcelku Středojizerská tabule, okrsku Bělská tabule a podokrsku Radechovská pahorkatina.

## Přístup
Automobil lze zanechat na lesních cestách u silnice II/268 a pokračovat pěšky na vrchol, či na kole po silnici Kuřívody – bývalá Jezová – Horní Krupá, lesní odbočka vede až k vysílači.